# Baburam Bhattarai
Baburam Bhattarai, né le 10 novembre 1954 dans le village de Belbas (comité de développement villageois de Khoplang, district de Gorkha), est un homme d'État népalais, cadre dirigeant du Parti communiste unifié du Népal (maoïste) (ou PCUN-M).

## Biographie
Le 10 avril 2008, lors de l'élection de l'Assemblée constituante, il est élu député dans la 2e circonscription du district de Gorkha.
Le 22 août 2008, dans le cadre du programme minimal commun (en anglais : Common Minimum Programme ou CMP) de gouvernement entre les maoïstes, les marxistes-léninistes et le Forum, il est nommé ministre des Finances dans le gouvernement dirigé par Pushpa Kamal Dahal (alias « Prachanda »), lors de la première série de nominations et reçoit ses pouvoirs du Premier ministre, en présence du président de la République, Ram Baran Yadav.
Le 28 août 2011, il est élu Premier ministre en remplacement de Jhala Nath Khanal jusqu'à son remplacement par Khil Raj Regmi le 14 mars 2013.
Il a tenté d’en finir avec l’incorporation des Gurkhas dans des armées étrangères, considérant cette pratique comme un vestige colonial « humiliant », et a mis en place des mesures pour faciliter leur reconversion.